# Stry Terrarie
Anders Sjöholm, född 15 juni 1957 i Klippan i Skåne, är en svensk rockmusiker och punklegend känd under artistnamnet Stry Terrarie och ett tag Stry Kanarie.

## Biografi
Stry Terrarie växte upp i Allarp vid Klippan, i Malmö samt några år i Liberia. 1972 hörde han Alice Coopers album School's Out vilket blev början för Strys musikaliska intresse. "Raw Power" med The Stooges och Iggy Pop från 1973 fungerade också som en stor inspirationskälla.
När han 1976 såg Sex Pistols live i London var han särskilt imponerad av det kaos som utbröt efter sista låten. Detta inspirerade honom att få medlemmarna i sitt dåvarande band Riot att spela punk, något de inte var intresserade av. Han bildade i stället gruppen Kriminella Gitarrer som enligt många historieskrivningar gjorde Sveriges första punkskiva. Efter ytterligare en singel hoppade Stry av Kriminella Gitarrer och startade gruppen Besökarna som gjorde singeln "Anna-Greta Leijons Ögon", som blev något av en svensk punkklassiker. Grupperna Stry och Stripparna och Blödarna bildades, och så småningom Garbochock som gjorde en singel, en demo-EP och en LP.
Under tiden med Garbochock fick Stry erbjudande om att vara med i Ebba Grön. När Garbochock splittrades 1981 flyttade Stry till Stockholm och började spela orgel med bandet. Han var med på deras tredje LP och när Ebba Grön splittrades 1983 fortsatte Stry med Joakim Thåström i Rymdimperiet som senare blev Imperiet. Stry hoppade av Imperiet 1984 och flyttade tillbaka till Malmö, där han bildade gruppen Babylon Blues 1985. De splittrades trots vissa framgångar.
På senare tid har Stry ägnat sig åt olika grupper, bland andra Wildsmoke, och en solokarriär. Detta med mindre framgång. Under 1991 gjorde han en singel tillsammans med Thåström, och 1992 återförenades han vid ett tillfälle med Ebba Grön. Mellan 1993 och 1996 arbetade Stry med Hässleholmsbandet Never Mind som producent och körsångare samt musiker. Bandets sångare Anders J-son är gift med Strys systerdotter. Under 2000-talet har Stry gjort spelningar med Garbochock och Stry & Stripparna. Stry och Marcus Birro turnerade med föreställningen "Du är Christer Pettersson du också" år 2006, i vilken Terrarie tonsatte Birros kåserier. I april 2009 släppte MNW en samlingsskiva med Stry-låtar från Kriminella gitarrers första singel 1978 till Strys första soloplatta 1991.
I februari 2010 gjorde Stry sin första spelning på nästan fyra år på Pop Corner i Alvesta. Sedan dess har han spelat runt om i Sverige med sitt band Stry & Stripparna. Strys nuvarande projekt heter Stry & the OlgaMagoo.

## Diskografi (solo)

### Album
- Plastålektrik, LP/CD 1991
- Laddad Lugn 77-91, CD 1991
- Hale Bopp, CD 1996
- Plastålektrik 1.1, CD 2002
- 15års själ, CD 2003
- Mokey Phace, CD 2003
- See you vid Poltava, CD 2004
- Grass is getting greener, CD 2005
- R U Sockudåpad?, CD 2006
- Smoking mirror, EP 2007
- #3, CD 2009
- S&S#1, EP 2011

### Singlar
- Mmm... Ängel 1987
- Flickan med det 1990

### Samarbeten
- Stry/Thåström: Städer, Singel 1991
- Stry/Florin: Sjunger Kriminella Gitarrer, CD-Singel 2004
- Never Mind: Absolutely Sane, CD, Producent, spelar även keyboard samt körar (2006)